# Кшимув (гмина)
Кшимув (пол. Krzymów) — сельская гмина (волость) в Польше, входит как административная единица в Конинский повет, Великопольское воеводство. Население — 7018 человек (на 2004 год).

## Сельские округа
1. Адамув
2. Борово
3. Бжезиньске-Холендры
4. Бжезьно
5. Дронжно-Холендры
6. Дронжень
7. Геновефа
8. Глодно
9. Игнацев
10. Калек
11. Кшимув
12. Нове-Папроцке-Холендры
13. Папротня
14. Перск
15. Потажники
16. Рожек-Бжезиньски
17. Смольник
18. Старе-Папроцке-Холендры
19. Щепидло
20. Тересина
21. Залесе

## Соседние гмины
1. Конин
2. Гмина Косцелец
3. Гмина Крамск
4. Гмина Старе-Място
5. Гмина Тулишкув
6. Гмина Владыславув